# Аббас Сіххат
Абба́с Сіхха́т, Мехті-Заде (азерб. Abbas Səhhət) (1874 — 11 липня 1918) — азербайджанський письменник, поет, публіцист та перекладач. Зазнав впливу поета-сатирика А. Сабіра.